# Gatteggiamento

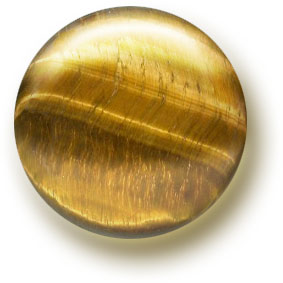
Occhio di tigre.

Il gatteggiamento è un fenomeno ottico presente in alcuni tipi di pietre preziose, come il quarzo e il crisoberillo, dovuto alla presenza di intrusioni cristalline aghiformi e parallele all'interno della gemma.
Il termine pare derivare dal francese œil-de-chat, riferito al minerale "occhio di gatto", un tipo di crisoberillo con queste caratteristiche.
Un quarzo nel quale è possibile osservare questo fenomeno è invece l'occhio di tigre.
È stata probabilmente la somiglianza fra questa tipologia di pietre e gli occhi dei felini a portare alla scelta di tali denominazioni, ma anche il fatto che alcune intrusioni formano all'interno della pietra una linea verticale simile alla pupilla del gatto quando si restringe al massimo.
Affinché il fenomeno risulti visibile al meglio è necessario che la pietra sia tagliata a cabochon e dunque sia priva di sfaccettature.
Da non confondersi con l'effetto ottico dell'adularescenza, tipico invece dell'ortoclasio "pietra di luna", causato dalla diffusione della luce dovuta alla presenza di numerose inclusioni lamellari di albite.